# Ригли, Уильям III
Уи́льям Ри́гли III (англ. William A. Wrigley III, известный как Уильям Ригли (англ. William Wrigley), 21 января 1933 года, Чикаго — 8 марта 1999 года, там же), американский предприниматель, с 1961 по 1999 год президент компании Wm. Company Wrigley Jr., основанной его дедом Уильямом Ригли.

## Биография
Уильям Ригли родился 21 января 1933 года в Чикаго, в семье бизнесмена, президента компании  Wrigley Филипа Ригли.
Уильям вырос в Чикаго, учился в Дирфилдской академии в Массачусетсе, в 1954 году окончил Йельский университет со степенью в психологии. В университете он возглавлял футбольную команду. По окончании Йеля два года прослужил в ВМС США.
В 1961-м отец Уильяма Филип отошёл от дел и уступил ему кресло президента. Вступив в должность, Уильям Ригли сумел сохранить позиции возглавляемой им компании как крупнейшего в мире производителя жевательной резинки. При нём Wrigley начала проводить политику стратегической глобальной экспансии, открыв свои предприятия в 9 новых странах. При нём же компания первой в мире стала производить продукцию со штрих-кодом UPC на упаковке, начала выпуск таких известных брендов, как Orbit, Freedent, Hubba Bubba, Big Red. В 1984-м Wrigley представила новый бренд Extra, который положил тенденцию производства в США жевательной резинки без сахара.
После кончины отца в 1977 году Уильям также унаследовал и бейсбольный клуб «Чикаго Кабс». Несколько месяцев спустя умерла и мать, обременив Ригли огромным налогом на имущество. В 1981 году Уильям, чтобы заплатить по налоговым счетам, в конце концов продал бейсбольную команду газете Chicago Tribune.
Уильям Ригли возглавлял компанию до самой смерти. Скончался он 8 марта 1999 года от пневмонии в возрасте 66 лет. Его бизнес унаследовал сын Уильям Ригли-младший в качестве президента и председателя совета директоров компании Wrigley.

## Личная жизнь
Уильям Ригли был женат трижды. В первый раз он женился в 1957 году на Элисон Хантер (Alison Hunter). У них родились трое детей: Элисон Элизабет (Alison Elizabeth), Филип Найт (Philip Knight) и Уильям-младший (William Jr.). В 1969-м пара рассталась. В следующем году на острове Санта-Каталина он женился на Джоан Джорджин Фишер (Joan Georgine Fisher). Этот брак также закончился разводом. В ноябре 1981 года он женился в третий раз — на Джули Бёрнс (Julie Burns).